# Sujat
Sujat är en ort i Mexiko.   Den ligger i kommunen Olintla och delstaten Puebla, i den sydöstra delen av landet, 170 km nordost om huvudstaden Mexico City. Sujat ligger 495 meter över havet och antalet invånare är 170.
Terrängen runt Sujat är kuperad. Runt Sujat är det tätbefolkat, med 356 invånare per kvadratkilometer. Närmaste större samhälle är Olintla, 7,0 km sydväst om Sujat. Omgivningarna runt Sujat är en mosaik av jordbruksmark och naturlig växtlighet.